# Kathy Kuykendall
Kathy Kuykendall, née le 23 novembre 1956, est une joueuse de tennis américaine, professionnelle dans les années 1970.
En 1974, elle est la 6e meilleure joueuse américaine.
Sa meilleure performance dans un tournoi du Grand Chelem est un quart de finale à Roland-Garros en 1976 en battant Mima Jaušovec (vainqueur de l'édition suivante) au second tour.
Elle a fait partie de l'équipe des États-Unis de Fed Cup en 1975 avec Julie Heldman et Janet Newberry. Elle a notamment battu Helen Gourlay en demi-finale, permettant à son équipe de recoller au score.

## Palmarès

### Titre en simple dames
Aucun

### Finale en simple dames
Aucune

### Titre en double dames
Aucun

### Finales en double dames
| No | Date       | Nom et lieu du tournoi          | Catégorie | Dotation  | Surface      | Vainqueures                     | Partenaire         | Score    |          |
| -- | ---------- | ------------------------------- | --------- | --------- | ------------ | ------------------------------- | ------------------ | -------- | -------- |
| 1  | 26-04-1976 | Family Circle Cup Amelia Island |           | 110 000 $ | Terre (ext.) | Ilana Kloss Linky Boshoff       | Valerie Ziegenfuss | 6-3, 6-2 | Parcours |
| 2  | 30-01-1978 | Avon Futures of Utah Ogden      | Futures   | 20 000 $  | Dur (int.)   | Ann Kiyomura Valerie Ziegenfuss | Kym Ruddell        | 7-5, 6-4 | Parcours |

## Parcours en Grand Chelem

### En simple dames
| Année | Open d'Australie (janvier) | Open d'Australie (janvier) | Internationaux de France | Internationaux de France | Wimbledon      | Wimbledon     | US Open         | US Open          | Open d'Australie (décembre) | Open d'Australie (décembre) |
| ----- | -------------------------- | -------------------------- | ------------------------ | ------------------------ | -------------- | ------------- | --------------- | ---------------- | --------------------------- | --------------------------- |
| 1974  | -                          | -                          | -                        | -                        | -              | -             | 1er tour (1/32) | Cecilia Martinez | n/a                         | n/a                         |
| 1976  | -                          | -                          | 1/4 de finale            | Florenta Mihai           | 2e tour (1/32) | V. Ziegenfuss | 4e tour (1/8)   | Natasha Chmyreva | n/a                         | n/a                         |
| 1977  | -                          | -                          | -                        | -                        | -              | -             | 4e tour (1/8)   | Betty Stöve      | -                           | -                           |
| 1978  | n/a                        | n/a                        | -                        | -                        | -              | -             | 2e tour (1/32)  | Bettina Bunge    | -                           | -                           |

À droite du résultat, l’ultime adversaire.

### En double dames
| Année | Open d'Australie (janvier) | Open d'Australie (janvier) | Internationaux de France  | Internationaux de France | Wimbledon                  | Wimbledon            | US Open                       | US Open                     | Open d'Australie (décembre) | Open d'Australie (décembre) |
| ----- | -------------------------- | -------------------------- | ------------------------- | ------------------------ | -------------------------- | -------------------- | ----------------------------- | --------------------------- | --------------------------- | --------------------------- |
| 1973  | -                          | -                          | -                         | -                        | -                          | -                    | 1er tour (1/16) Laura Rossouw | Chris Evert Olga Morozova   | n/a                         | n/a                         |
| 1974  | -                          | -                          | -                         | -                        | -                          | -                    | 1er tour (1/16) Jeanne Evert  | F. Dürr Betty Stöve         | n/a                         | n/a                         |
| 1976  | -                          | -                          | 2e tour (1/8) A. Nasuelli | K. Harter H. Masthoff    | 1er tour (1/32) I. Löfdahl | Rosie Casals F. Dürr | 2e tour (1/16) Rayni Fox      | Sue Barker N. Chmyreva      | n/a                         | n/a                         |
| 1977  | -                          | -                          | -                         | -                        | -                          | -                    | 2e tour (1/16) Eisterlehner   | Kristien Shaw V. Ziegenfuss | -                           | -                           |
| 1978  | n/a                        | n/a                        | -                         | -                        | -                          | -                    | 1er tour (1/32) Jeanne Evert  | B. J. King Navrátilová      | -                           | -                           |

Sous le résultat, la partenaire ; à droite, l’ultime équipe adverse.

### En double mixte
N'a jamais participé à un tableau final.

## Parcours aux Masters

### En simple dames
| # | Date       | Nom de l'édition                          | ($)     | Surface         | Résultat          | Ultime adversaire   | Score         |          |
| - | ---------- | ----------------------------------------- | ------- | --------------- | ----------------- | ------------------- | ------------- | -------- |
| 1 | 15/10/1973 | Virginia Slims Championships, Boca Raton  | 110 000 | Terre (ext.)    | 2e tour (1/8)     | Julie Heldman       | 6-2, 6-0      | Parcours |
| 2 | 14/10/1974 | Virginia Slims Championships, Los Angeles | 100 000 | Moquette (int.) | 1er tour (1/8)    | Martina Navrátilová | 1-6, 6-2, 6-0 | Parcours |
| 3 | 02/04/1975 | Virginia Slims Championships, Los Angeles | 150 000 | Moquette (int.) | Qual. Round Robin | Martina Navrátilová | 6-2, 6-0      | Parcours |

### En double dames
| # | Date       | Nom de l'édition                        | ($)     | Surface      | Résultat      | Partenaire   | Ultimes adversaires         | Score         |          |
| - | ---------- | --------------------------------------- | ------- | ------------ | ------------- | ------------ | --------------------------- | ------------- | -------- |
| 1 | 15/10/1973 | Virginia Slims Championships Boca Raton | 110 000 | Terre (ext.) | 1/4 de finale | Jeanne Evert | Mona Schallau Virginia Wade | 1-6, 7-5, 7-5 | Parcours |

## Parcours en Coupe de la Fédération
| #                                                                           | Date       | Lieu            | Surface      | Gagnante(s)      | Perdante(s)      | Score         |          |
|                                                                             |            |                 |              |                  |                  |               |          |
| 1975 - 1er tour (groupe mondial) - Suisse - États-Unis - 0 : 3              |            |                 |              |                  |                  |               |          |
| 1                                                                           | 05/05/1975 | Aix-en-Provence | Terre (ext.) | Kathy Kuykendall | Marianne Kindler | 6-0, 6-0      | Parcours |
|                                                                             |            |                 |              |                  |                  |               |          |
| 1975 - 2e tour (groupe mondial) - Suède - États-Unis - 1 : 2                |            |                 |              |                  |                  |               |          |
| 2                                                                           | 05/05/1975 | Aix-en-Provence | Terre (ext.) | Kathy Kuykendall | Ingrid Löfdahl   | 6-2, 1-6, 6-3 | Parcours |
|                                                                             |            |                 |              |                  |                  |               |          |
| 1975 - 1/4 de finale (groupe mondial) - Afrique du Sud - États-Unis - 1 : 2 |            |                 |              |                  |                  |               |          |
| 3                                                                           | 05/05/1975 | Aix-en-Provence | Terre (ext.) | Linky Boshoff    | Kathy Kuykendall | 0-6, 7-5, 6-4 | Parcours |
|                                                                             |            |                 |              |                  |                  |               |          |
| 1975 - 1/2 finale (groupe mondial) - États-Unis - Australie - 1 : 2         |            |                 |              |                  |                  |               |          |
| 4                                                                           | 05/05/1975 | Aix-en-Provence | Terre (ext.) | Kathy Kuykendall | Helen Gourlay    | 7-5, 6-4      | Parcours |